# Wilfried de Beauclair
Wilfried de Beauclair (* 4. April 1912 in Ascona, Schweiz; † 22. April 2020 in Ulm) war ein deutscher Ingenieur und Informatiker. Durch seine Arbeiten an der automatisierten Rechentechnik gehörte er zu den Computerpionieren der ersten Generation.

## Leben
De Beauclair wurde im Frühjahr 1912 als zweiter Sohn des Malerehepaares Alexander Wilhelm de Beauclair und Friederike de Beauclair geb. Krüger geboren und wuchs mit seinem Bruder Gotthard de Beauclair in der Künstlerkolonie auf dem Monte Verità auf. Im Jahr 1920 übersiedelte die Mutter mit den beiden Kindern nach Darmstadt, woher die Familie stammte. Von 1921 bis 1930 ging er in Darmstadt zur Schule.
Im Jahre 1930 nahm de Beauclair das Studium des Allgemeinen Maschinenbaus an der Technischen Hochschule Darmstadt auf. Nach dem Studium wurde er zunächst als wissenschaftlicher Mitarbeiter, dann als Assistent an das von Alwin Walther geleitete Institut für Praktische Mathematik (IPM) übernommen. Dort war er am Bau eines Rechenautomaten mit Lochstreifen-Programmierung beteiligt, der bei der Zerbombung Darmstadts wie das ganze IPM zerstört wurde. Auch arbeitete er an der Entwicklung von Geräten zur Fourieranalyse. Ab 1939 entwickelte er zusammen mit Hans Joachim Dreyer, beide vom IPM zur Firma OTT in Kempten entsendet, eine neuartige elektromechanische Schneidenrad-Integrieranlage zum Lösen von Differentialgleichungen, die DGM-IPM-Ott, von der sich noch Baugruppen im Bestand des Deutschen Museums München befinden.
1942 kam er in Berlin mit Konrad Zuse zusammen, der ihm die Rechenanlage Z3 vorführte. Als Leiter der feinmechanischen Werkstatt des IPM unterstützte de Beauclair anschließend Zuse bei den Arbeiten an der Z4: Das IPM lieferte unter anderem Stanzgeräte für Lochstreifen, die zur Steuerung des Programmablaufs und zur Speicherung von Zwischenergebnissen dienten. Zuse und de Beauclair wurden Freunde. Im Januar 1945 wurde de Beauclair an der TU Darmstadt bei Alwin Walther mit einer Arbeit über mehrdimensionale Fouriersynthese zum Dr.-Ing. promoviert.
Im April 1945 wurde er während der Fahrt ins Allgäu zu seiner Familie wie viele andere Männer von französischem Militär ohne konkreten Grund interniert und ins Elsass gebracht. Im Dezember 1945 wurde sein Zivilistenstatus anerkannt und de Beauclair aus der Internierung entlassen. Er war jedoch schwer an Tuberkulose erkrankt, war arbeitsunfähig und musste von 1946 bis 1950 stationär behandelt werden. 1949 konnte seine Doktorarbeit publiziert werden.
Nach der Entlassung aus dem Lazarett zog die Familie Ende 1950 nach Stuttgart. Zunächst arbeitete de Beauclair für die Göttinger Firma PHYWE im Vertrieb, dann ab 1955 als Entwicklungsingenieur und Laborleiter bei SEL, wo bereits Dr.-Ing. Dreyer tätig war. Dort wirkte er an der Entwicklung des Elektronenrechners ER 56 sowie passender Peripheriegeräte mit. Nach der Auflösung des SEL-Informatik-Werks 1960 wechselte er zur Deutschen Bundespost, wo er beim Posttechnischen Zentralamt in Darmstadt als Referatsleiter an der Computerisierung der Postscheck- und Sparkassendienste arbeitete und dort insbesondere für die Programmierung der EDV-Anlagen zuständig war. Er leitete das Projekt zur Mikroverfilmung von Belegen im Zuge der automatischen Beleglesung. Durch die Mikroverfilmung sollten die Belege auch nach der Verarbeitung in der EDV abrufbar und damit rechtsgültig bleiben. Zudem versuchten die Banken dadurch Anfang der 1960er-Jahre, Lagerraum zu sparen. Die Mikroverfilmung stellte ein Schlüsselprojekt für das Gelingen der Bankautomation dar.
1968 erschien sein Buch Rechnen mit Maschinen, eine Bildgeschichte der Rechentechnik von ihren Ursprüngen bis 1964, das vielfach, u. a. von der FAZ, rezensiert und 2005 vom Springer-Verlag nachgedruckt wurde. 1977 wurde er im Alter von 65 Jahren als Leitender Oberpostdirektor pensioniert.  
Zum Jahreswechsel 2019/2020 wurde der größte Teil seines wissenschaftlichen Nachlasses vom Archiv des Deutschen Museums in München übernommen.

## Auszeichnungen und Ehrungen
Im Mai 2002 wurde ihm im Deutschen Museum in München der Prochorov-Orden der International Informatization Academy (Moskau) verliehen. Im April 2004 erhielt er für seine Arbeiten auf dem Gebiet der Informatik von der renommierten Moskauer Technischen Universität MIREA (Moskauer Institut für Radiotechnik, Elektronik und Automatisierung) den Titel eines Professors ehrenhalber.

## Persönliches
Wilfried de Beauclair war seit 1942 mit Gertrud Schäfer († 1968) verheiratet und ist Vater einer Tochter und eines Sohnes. Seine zweite Ehefrau Martha, mit der er nach Freiburg im Breisgau gezogen war, starb im Jahr 1994.
Von 1986 bis 2001 lebte Wilfried de Beauclair in Freiburg und von 2001 bis 2017 bei seiner Tochter in Blaustein. Seit 2017 lebte er in einem Altersheim in Ulm. Am 4. April 2019 feierte er dort seinen 107. Geburtstag und war zu diesem Zeitpunkt der älteste Bürger der Stadt Ulm.
Kurz nach seinem 108. Geburtstag starb Wilfried de Beauclair am 22. April 2020 an den Folgen eines schweren Sturzes.

## Schriften
Monographien
- Verfahren und Geräte zur mehrdimensionalen Fouriersynthese. Akademie-Verlag, Berlin (DDR) 1949.
- mit Ulrich Sinogowitz: Phasenfaktorentafel zur kristallographischen zweidimensionalen Fouriersynthese in Punkten eines Achtundvierzigstel-Netzes. Akademie-Verlag, Berlin (DDR) 1949.
- Rechnen mit Maschinen. Eine Bildgeschichte der Rechentechnik. Friedrich Vieweg u. Sohn, Braunschweig, 1968; Faksimile-Ausg. Springer Verlag, Berlin [u. a.] 2005, ISBN 3-540-24179-5. (Online bei books.google.com)
- Schriftgutverfilmung. Verlag für Informationstechnik, Herne 1971.
- mit Friedrich Genser: Vom Zahnrad zum Chip: eine Bildgeschichte der Datenverarbeitung. 3 Bände, Superbrain-Verlag, Balje 2005, ISBN 3-00-013791-2.

Wissenschaftliche Aufsätze
De Beauclair hat zwischen 1954 und 1981 rund 210 wissenschaftlichen Aufsätze publiziert, unter anderem zur optischen Zahlen- und Buchstabenerkennung und Entwicklung von OCR-A Schriften, zur Informationsverarbeitung in der öffentlichen Verwaltung, zur Rationalisierung von Dokumentation und Betriebsabläufen mit technischen Hilfsmitteln oder zur Geschichte der Rechentechnik:
- „Rationalisierung des technischen Rechnens. Voraussetzung für die automatische Fertigung“, in: Industrie-Anzeiger, Mai 1956, S. 517–524.
- „Das Sortieren von Magnetband-Daten in einfachen Buchungsanlagen“, in: Elektronische Rechenanlagen 3.2, April 1961, S. 75–82.
- „Befehlscode für lochstreifengesteuerte Werkzeugmaschinen“, in: Werkstatt und Betrieb 94.7, 1961, S. 478–481.
- „Grundlagen der Informationsverarbeitung“, in: Forum der Technik, Bd. 4: Zeitbild der Technik, Zürich: Metz, 1967, S. 223–237.
- „Grundsätzliches zur Regelung von Betriebsabläufen mit elektronischen DV-Anlagen“, in: Werkstatttechnik, 56.5, 1966, S. 218–221.
- „Datenverarbeitung, Objekt und Werkzeug der Rationalisierung“, in: Industrie-Anzeiger 90.18, März 1968, S. 330–334.
- „Wege zum rationellen Zahlungsverkehr“, in: Druck Print 4, 1972, S. 242–248.
- Mathematik ohne Ziffern - Analoge Rechengeräte URI April 2016